# Чемпіонат України з легкої атлетики в приміщенні 2002
Чемпіонат України з легкої атлетики в приміщенні 2002 серед дорослих був проведений 16-17 лютого у двох містах. Чемпіони у бігових дисциплінах, спортивній ходьбі та вертикальних стрибках були визначені у Києві у манежах РВУФК та міської ШВСМ, а золоті нагороди у горизонтальних стрибках були розіграні в Броварах у манежі обласної ШВСМ. Змагання зі штовхання ядра у програмі чемпіонату-2002 були відсутні.
Окрасою чемпіонату став новий національний рекорд у стрибках у довжину (8,33), встановлений Романом Щуренком.
Першість з легкоатлетичних багатоборств була окремо розіграна 14-15 лютого в Броварах.

## Призери

### Чоловіки
| Дисципліни                | Золото                                      | Золото   | Срібло                                 | Срібло         | Бронза                                | Бронза   |
| ------------------------- | ------------------------------------------- | -------- | -------------------------------------- | -------------- | ------------------------------------- | -------- |
| 60 метрів                 | Анатолій Довгаль Харківська область         | 6,62     | Костянтин Васюков Донецька область     | 6,69           | Костянтин Рурак Запорізька область    | 6,72     |
| 200 метрів                | Євген Зюков Харківська область              | 22,24    | Владлен Радул Молдова                  | 22,63          | Станіслав Пупов Донецька область      | 22,70    |
| 400 метрів                | Володимир Демченко Дніпропетровська область | 48,49    | Андрій Твердоступ Харківська область   | 48,58          | Олег Гончаренко Вінницька область     | 48,90    |
| 800 метрів                | Віталій Подакін Житомирська область         | 1.54,23  | Володимир Ковалик Хмельницька область  | 1.54,70        | Євген Потребенко Луганська область    | 1.54,73  |
| 1500 метрів               | Іван Гешко Чернівецька область              | 3.51,64  | Олександр Сітковський Донецька область | 3.53,45        | Дмитро Барановський Київська область  | 3.55,24  |
| 3000 метрів               | Олександр Сітковський Донецька область      | 8.15,96  | Михайло Іверук Рівненська область      | 8.16,48        | Сергій Редько Луганська область       | 8.16,68  |
| 60 метрів з бар'єрами     | Денис Кожемякін Харківська область          | 8,01     | Сергій Смоленський Київ                | 8,11           | В'ячеслав Варда Київ                  | 8,23     |
| 3000 метрів з перешкодами | Сергій Редько Луганська область             | 8.35,45  | Андрій Мельников Хмельницька область   | 8.45,45 NIU23R | Андрій Топтун Київ                    | 8.46,99  |
| Ходьба 10000 метрів       | Віталій Стецишин Львівська область          | 42.06,57 | Степан Сущ Волинська область           | 45.45,30       | Олександр Романенко Вінницька область | 46.33,90 |
| Стрибки у висоту          | Андрій Соколовський Вінницька область       | 2,26     | Руслан Гливинський Одеська область     | 2,23           | Сергій Димченко Київ                  | 2,20     |
| Стрибки з жердиною        | Олександр Корчмід Київська область          | 5,40     | Андрій Афонін Донецька область         | 5,30           | Артем Матієнко Донецька область       | 5,20     |
| Стрибки у довжину         | Роман Щуренко Київ                          | 8,33 NIR | Володимир Зюськов Донецька область     | 8,00           | Євген Пащенко Київська область        | 7,38     |
| Потрійний стрибок         | Віктор Ястребов Київська область            | 16,47    | Микола Саволайнен Київ                 | 16,38          | Сергій Ізмайлов Полтавська область    | 16,38    |
| Семиборство               | Сергій Блонський Київська область           | 5772     | Сергій Олійник Одеська область         | 5360           | Максим Кафеджі Харківська область     | 5037     |

### Жінки
| Дисципліни                | Золото                                 | Золото      | Срібло                                 | Срібло   | Бронза                                                         | Бронза   |
| ------------------------- | -------------------------------------- | ----------- | -------------------------------------- | -------- | -------------------------------------------------------------- | -------- |
| 60 метрів                 | Ірина Кожемякіна Харківська область    | 7,40        | Наталія Пигида Київська область        | 7,63     | Людмила Щербина Одеська область                                | 7,69     |
| 200 метрів                | Марина Майданова Харківська область    | 24,80       | Ольга Міщенко Донецька область         | 25,14    |                                                                |          |
| 400 метрів                | Наталія Макух Миколаївська область     | 55,54       | Ольга Фоменко Запорізька область       | 55,71    | Оксана Ілюшкіна Миколаївська область                           | 55,80    |
| 800 метрів                | Юлія Кумпан Запорізька область         | 2.09,73     | Світлана Червань Тернопільська область | 2.11,51  | Юлія Гуртовенко Донецька область                               | 2.12,27  |
| 1500 метрів               | Тетяна Кривобок Донецька область       | 4.14,58     | Наталія Сидоренко Донецька область     | 4.22,50  | Оксана Мельцаєва Донецька область                              | 4.24,83  |
| 3000 метрів               | Тетяна Кривобок Донецька область       | 9.05,65     | Оксана Мельцаєва Донецька область      | 9.27,84  | Наталія Сидоренко Донецька область                             | 9.27,94  |
| 60 метрів з бар'єрами     | Тетяна Ладовська Київська область      | 8,35        | Марина Брюхач Харківська область       | 8,37     | Майя Шемчишена Рівненська область                              | 8,40     |
| 2000 метрів з перешкодами | Інна Лебедєва Київ                     | 6.37,7h     | Юлія Ігнатова Миколаївська область     | 6.38,2h  | Марина Микита Донецька область                                 | 6.38,5h  |
| Ходьба 5000 метрів        | Ніна Москвіна Вінницька область        | 23.07,18    | Надія Прокопук Волинська область       | 24.04,30 | Ганна Колесник Черкаська область                               | 25.15,34 |
| Стрибки у висоту          | Олена Холоша Черкаська область         | 1,86        | Віта Стьопіна Запорізька область       | 1,83     | Інна Глізнуца Молдова                                          | 1,83     |
| Стрибки з жердиною        | Наталія Кущ Донецька область           | 4,20 NIU23R | Олена Чикачкова Донецька область       | 3,90     | Юлія Куркудим Одеська областьЄвгенія Савіна Харківська область | 3,80     |
| Стрибки у довжину         | Юлія Акуленко Дніпропетровська область | 6,60        | Олександра Шишлюк Черкаська область    | 6,48     | Олена Шеховцова Київ                                           | 6,47     |
| Потрійний стрибок         | Олександра Шишлюк Черкаська область    | 14,12       | Христина Нейжпапа Донецька область     | 13,61    | Ольга Саладуха Донецька область                                | 13,50    |
| П'ятиборство              | Марина Брюхач Харківська область       | 4368        | Людмила Блонська Київська область      | 4109     | Ксенія Грачова Дніпропетровська область                        | 4018     |